# فتحي الكيخيا
فتحي عمر منصور الكيخيا (1901 - 1958)، سياسي ليبي. يُعتبر أول رئيس وزراء لإمارة برقة.

## نشأته
ولد في بنغازي، وتحصل على الشهادة الثانوية في مدرسة الفرير في الإسكندرية عام 1919. وتحصل على إجازة في الحقوق من جامعة السوربون في باريس بين عامي 1924-1925. ثم درس في كل من فرنسا، وإيطاليا، والولايات المتحدة حتى تحصل على الدكتوراة.
عاد إلى بنغازي بعد تخرجه، واعتقل ثلاثون شهراً من السلطات الإيطالية، ثم سافر إلى مصر بعد اعتقاله، وعمل محامياً في المحاكم المخصصة لغير المصريين.
أتقن مع لغته الأم اللغات الفرنسية، والإيطالية، والإنجليزية.

## مناصبه
في سبتمبر 1949 أصبح أول رئيس وزراء لإمارة برقة الوليدة، وظل في استقال وخلفه أبوه عمر منصور الكيخيا في نوفمبر من نفس العام. وكان سبب استقالته اعترضه على حجم التدخل البريطاني في شؤون الإمارة.
أصبح نائباً لرئيس الوزراء محمود المنتصر في أول حكومة بعد استقلال ليبيا في ديسمبر 1951، وتولى في الحكومة منصبي وزير العدل، ووزير المعارف، لكنه تنازل عن المنصب الأخير لمحمد الساقزلي في مايو 1952.
تولى رئاسة الوزارة بالنيابة بعد سفر رئيسها محمود المنتصر إلى ألمانيا للاستجمام، وأثناء ذلك اضطر إلى إجراء تعديلات وزارية استلزمها وفاة رئيس الديوان الملكي عمر فائق شنيب، حيث عين محمد الساقزلي مكانه، في حين عين أبو بكر نعامة وزيراً للمعارف (مكان الساقزلي)، وعين علي العنيزي وزيراً للمالية، والاقتصاد (مكان أبو نعامة)، ولم يقبل الرئيس محمود المنتصر هذا الإجراء في حينه باعتاره غير شرعي، لكنه قبل به بعد تعرضه لوعكة صحية!
أصبح سفير ليبيا لدى الولايات المتحدة من مارس 1954 (بعد استقالة حكومة المنتصر) حتى وفاته في أغسطس 1958، وحُمل جثمانه إلى بنغازي، وحضر والده عمر باشا جنازته.